# Brzytwodziób amerykański
Brzytwodziób amerykański (Rynchops niger) – gatunek średniej wielkości ptaka z rodziny mewowatych (Laridae). Zamieszkuje Amerykę Północną, Środkową i Południową. Większość populacji brzytwodziobów nie migruje. Gatunek nie jest zagrożony wyginięciem.

## Systematyka
Gatunek ten po raz pierwszy zgodnie z zasadami nazewnictwa binominalnego opisał w 1758 roku Karol Linneusz w 10. edycji Systema Naturae, którą uważa się za początek nomenklatury zoologicznej. Autor nadał gatunkowi nazwę Rynchops nigra i podał, że zamieszkuje Amerykę. Ponieważ Linneusz oparł swój opis m.in. o wcześniejszą publikację Marka Catesby’ego, uściślono, że miejscem typowym było wymienione przez tegoż autora wybrzeże Karoliny.
Etymologia nazwy polskiej: Nazwa „brzytwodziób” pochodzi od sposobu cięcia wody dziobem przez ptaka – jak brzytwą.
Podgatunki:
Międzynarodowy Komitet Ornitologiczny (IOC) wyróżnia trzy podgatunki R. niger:
- R. n. niger Linnaeus, 1758 – brzytwodziób amerykański – wybrzeża USA i Meksyku
- R. n. cinerascens von Spix, 1825 – brzytwodziób amazoński – północna Ameryka Południowa na południe po Boliwię i północno-zachodnią Argentynę
- R. n. intercedens H. Saunders, 1895 – brzytwodziób brazylijski – wschodnia Brazylia do Paragwaju, Urugwaju i północno-wschodniej Argentyny.

## Charakterystyka

### Morfologia

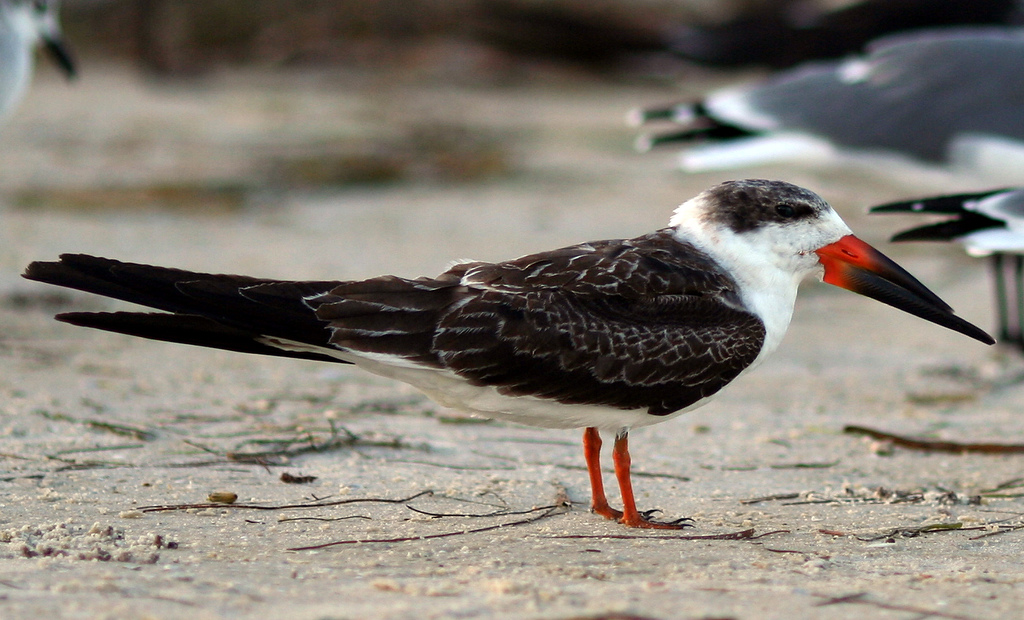
Osobnik dorosły w szacie spoczynkowej

Wygląd zewnętrzny: Wierzch ciała czarny, spód biały. Czoło także białe, skrzydła długie i spiczaste. Nogi czerwone. Dziób długi i czerwony, czarno zakończony. Samice upierzeniem przypominają samce, ale są mniejsze.
Rozmiary:
Długość ciała: samica – 35 cm, samiec – 45 cm
Rozpiętość skrzydeł: 107–127 cm
Masa ciała: samica – około 265 g, samiec – około 365 g

### Głos
Chrapliwe krzyki.

## Występowanie

### Środowisko
Wybrzeża, głąb lądu.

### Zasięg występowania
Wschodnie i południowe wybrzeża Ameryki Północnej, w Ameryce Środkowej i Południowej na wybrzeżach i w głębi lądu.

## Pożywienie

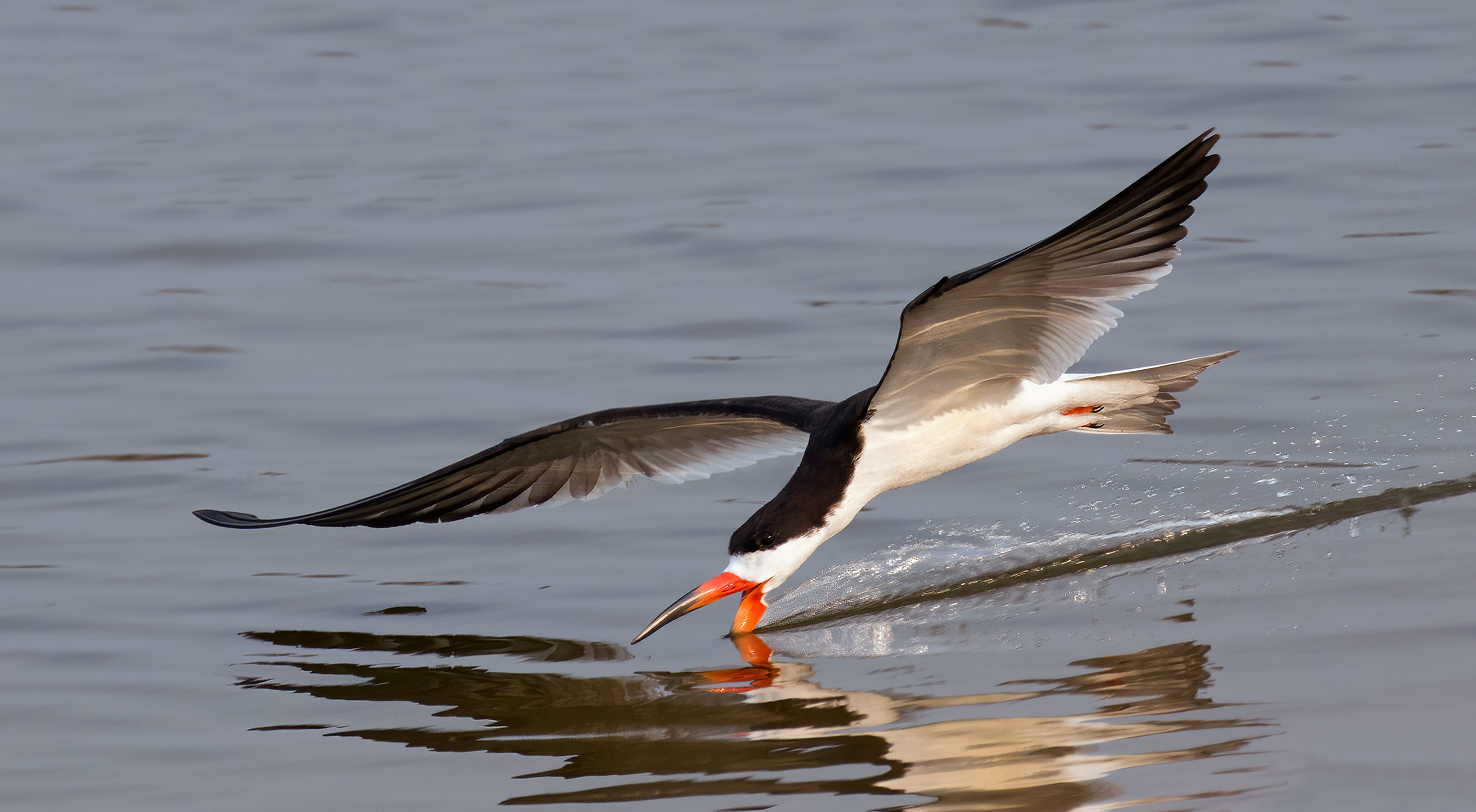
Żerujący brzytwodziób amerykański

Małe ryby, skorupiaki (np. krewetki czy kraby błękitne).
Brzytwodzioby latają nisko nad wodą, regularnie machając skrzydłami. Kiedy ptak chwyta małe rybki i skorupiaki, ma dziób szeroko otwarty, a jego spodnia część, silnie spłaszczona po bokach oraz mocno przedłużona, „przeczesuje” wierzchnią warstwę wody. Jeżeli ptak poczuje dotknięcie ryby lub skorupiaka, przymyka górną część dzioba i nachyla głowę ku piersi.

## Tryb życia i zachowanie
Jest ptakiem towarzyskim. Setki brzytwodziobów gniazdują w dużych koloniach na piaskowych językach wcinających się w wodę lub na bagnistych brzegach. Poza porą lęgową brzytwodzioby w dzień odpoczywają na lądzie, na błotnistych wysepkach lub na wysepkach na wodzie. W Ameryce Południowej także na trawiastych nizinach. Pożywienia szukają głównie o zmroku. Latają pojedynczo, ale czasem, nad bogatymi w ryby wodami więcej ptaków łączy się w grupę i żeruje wspólnie.
Długość życia: Na wolności 5–15 lat; w niewoli maksymalnie 20 lat.

## Rozród

### Okres godowy
Toki: W porze godowej odbywa się wiele potyczek i „walk powietrznych”.
Miejsce gniazdowania: Gniazduje w koloniach umiejscowionych na wybrzeżu, na wyspach, słonych mokradłach, nad rzekami – na plażach, piaszczystych bądź żwirowych łachach.
Gniazdo: Płytkie zagłębienie w ziemi. Nie jest wyścielone żadnym materiałem, nie zakrywają go także zarośla.

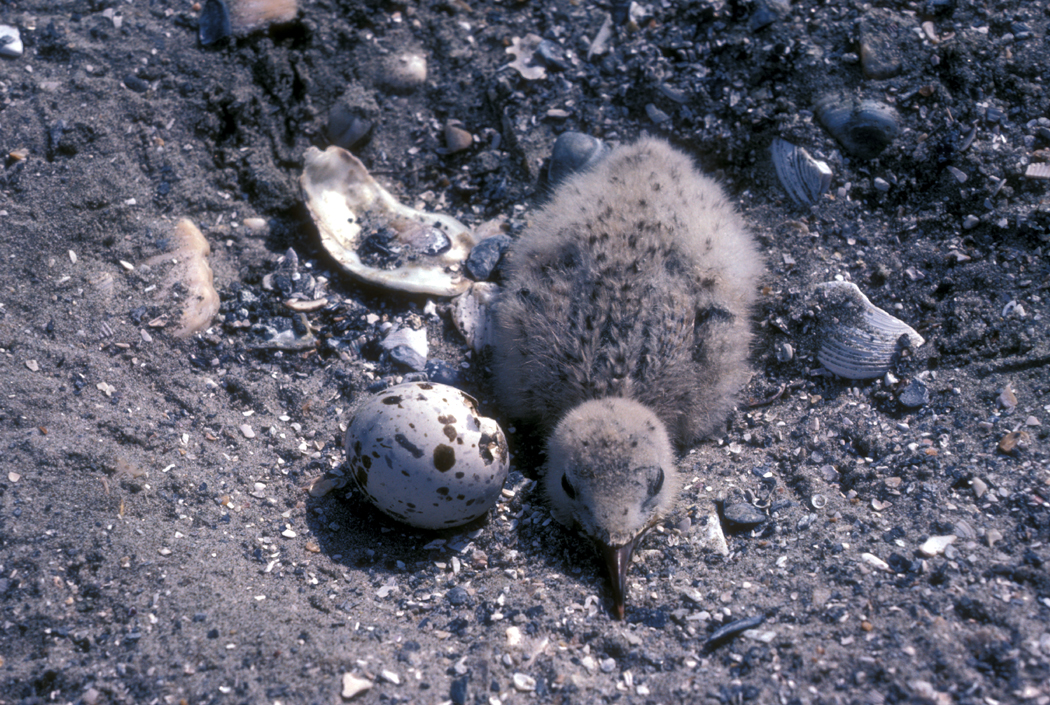
Pisklę i jajo

### Okres lęgowy
W Ameryce Północnej sezon lęgowy trwa od maja do października.
Jaja: W zniesieniu 1–5 jaj, najczęściej 3–4. Brudnobiałe z brązowymi plamkami.
Wysiadywanie: Inkubacja jaj trwa 21–26 dni i zajmują się nią oboje rodzice. Szczególnie podczas upalnych dni jedno siedzi na gnieździe, a drugie odlatuje do wody, moczy nogi i pierze na piersi, aby obniżyć temperaturę ciała i nie przegrzać wysiadywanych jaj.
Ponieważ gniazdo jest widoczne, jaja mogą być łatwym łupem dla różnych drapieżników. W razie utraty lęgu rodzice zmieniają miejsce i próbują się dochować nowego potomstwa.
Pisklęta: Pisklęta, dopóki są pokryte puchem, przebywają w pobliżu gniazda. W pełni opierzone stają się po 28–31 dniach. Po 5 tygodniach od wyklucia młode potrafią latać i rodzice zaczynają je uczyć polować. Ptaki dojrzewają płciowo w 3–4 roku życia.

## Status, zagrożenia i ochrona
Międzynarodowa Unia Ochrony Przyrody (IUCN) uznaje brzytwodzioba amerykańskiego za gatunek najmniejszej troski (LC – Least Concern). Globalny trend liczebności oceniany jest jako spadkowy, choć niektóre populacje mogą być stabilne, a u niektórych trend nie jest znany.
Choć stawia się licznie wały przeciwpowodziowe, które pozbawiają brzytwodzioba miejsc na gniazda, populacja jego jest liczna. Jednak niszczenie lasów deszczowych wpływa na jakość i ilość wody w rzekach, a przez to i na źródła pokarmu brzytwodzioba.

## Możliwości obserwacji
Dzięki spłaszczonej po bokach i dużo dłuższej dolnej połowie dzioba wyróżnia się wśród innych ptaków latających nad wybrzeżami Ameryki Północnej i Środkowej i wzdłuż południowoamerykańskich rzek.